# Panicum subxerophilum
Panicum subxerophilum är en gräsart som beskrevs av Karel Domin. Panicum subxerophilum ingår i släktet vipphirser, och familjen gräs. Inga underarter finns listade i Catalogue of Life.